# Libartania
Libartania is een geslacht van schimmels uit de orde Helotiales. De typesoort is Libartania laserpitii.
| Soortnaam                | Auteur(s)        | Publicatiejaar |
| ------------------------ | ---------------- | -------------- |
| Libartania ischyrolepis  | S.J. Lee & Crous | 2003           |
| Libartania laserpitii    | (Bres.) Nag Raj  | 1979           |
| Libartania phragmiticola | Nag Raj          | 1993           |
| Libartania themedae      | (Hansf.) Nag Raj | 1979           |